# Hande Doğandemir
Hande Doğandemir (Ankara, 22 novembre 1985) è un'attrice e sociologa turca.

## Biografia
Hande Doğandemir è nata il 22 novembre 1985 ad Ankara (Turchia), da madre istruttrice pubblica e da padre banchiere.

## Carriera
Hande Doğandemir ha studiato francese al liceo, poi si è laureata presso la facoltà di lingua, storia e geografia del dipartimento di sociologia dell'Università di Ankara e in seguito si è occupata di sociologia della comunicazione. Durante il suo ultimo anno universitario, ha studiato a Lilla, in Francia con il corso Erasmus. Mentre si occupava di sociologia della televisione e della comunicazione ha iniziato a lavorare dietro la macchina da presa. In seguito ha iniziato la sua carriera di recitazione e nello stesso tempo ha anche lavorato come conduttrice per TRT.
Ha lavorato come stagista presso una società di produzione mentre preparava una tesi sulla sociologia della comunicazione. Poi ha lavorato in varie produzioni ed ha preparato l'ultimo contenuto del programma come assistente al montaggio dietro la telecamera. Dopo le offerte da dietro la telecamera, nel 2009 e nel 2010 ha fatto il suo primo passo nella recitazione con la serie Kahramanlar, in cui ha interpretato il ruolo di Zeynep Kayhan. Nel 2010, pur continuando a lavorare dietro la macchina da presa, ha studiato recitazione all'Akademi 35 di Altan Gördüm e Vahide Perçin. A giugno 2010 ha recitato nella pubblicità di Atasay ed è stata selezionata come Face Beauty da Avon Magazine. Nello stesso anno ha ricoperto il ruolo di Aslı Karaağaç nella serie Keskin Bıçak.
Nel 2011 e nel 2012 ha interpretato il ruolo di Aslı nella serie Sen de Gitme. Dal 2011 al 2013 ha presentato il programma televisivo Hatırlar mısınız?. Nel 2012 ha recitato nelle serie İbreti Ailem (nel ruolo di İpek Şenocak) e in Böyle Bitmesin (nel ruolo di Ceylan Ağalı). Nel 2013 ha ricoperto il ruolo di Elem, la figlia del proprietario del parco divertimenti nella serie Şubat e quello di Şans nella serie Leyla ile Mecnun. Nel 2013 e nel 2014 è entrata a far parte del cast della serie Güneşi Beklerken, nel ruolo di Zeynep Yılmaz / Güzel / Sayer.
Nel 2014 ha preso parte alla videoclip musicale Mecaz di Aylin Zoi. L'anno successivo, nel 2015, ha interpretato il ruolo di Yağmur / Azra nella serie Racon: Ailem İçin. Nello stesso anno ha ricoperto il ruolo di Ayperi nel film Non raccontare favole (Bana Masal Anlatma) diretto da Burak Aksak e dove ha recitato accanto all'attore Kerem Bürsin.
Nel 2016 ha interpretato il ruolo della protagonista Gökçe Şenkal nella serie Love of My Life (Hayatımın Aşkı), accanto all'attore Serkan Çayoğlu. Nello stesso anno ha ricoperto il ruolo di Pelin nel film Her Şey Aşktan diretto da Andaç Haznedaroğlu. Nel 2017 ha preso parte al cast della serie Muhteşem Yüzyıl: Kösem, nel ruolo di Hatice Turhan Sultan. Nello stesso anno ha interpretato il ruolo di Sevda nel film Kaybedenler Kulübü Yolda diretto da Mehmet Ada Öztekin. Nel medesimo anno ha preso parte alla videoclip musicale İki Aşık di Ersay Üner.
Nel 2018 ha ricoperto il ruolo di Leyla Akgün Doğan nella serie Can Kırıkları. Nello stesso anno ha interpretato il ruolo di Elif nel film Nuh Tepesi diretto da Cenk Ertürk. Nel 2019 ha preso parte al cast della serie Yüzleşme, nel ruolo di Masal Karaca / Gonca Kalenderoğlu. Nello stesso anno ha ricoperto il ruolo di Sevim nel film Gelincik diretto da Orçun Benli. Nel 2020 è entrata a far parte del cast della serie Kırmızı Oda, nel ruolo di Nesrin. L'anno successivo, nel 2021, ha recitato nella web serie Hükümsüz (nel ruolo di Filiz) e nel film Daha İyi Bir Yarın (nel ruolo di Ekin).
Nel 2020 e nel 2021 è stata scelta per interpretare il ruolo di Handan Güven nella serie Annemizi Saklarken. Nel 2022 ha interpretato il ruolo di Derin Nalbantoğlu nella serie Hayat Bugün e quello di Dilay nella web serie Sadece Arkadaşız. L'anno successivo, nel 2023, ha ricoperto il ruolo di Sahra nel film 49 diretto da Hakan Inan. Nello stesso anno ha recitato nella serie Yoktan Seçmeli.

## Filmografia

### Cinema
- Non raccontare favole (Bana Masal Anlatma), regia di Burak Aksak (2015)
- Her Şey Aşktan, regia di Andaç Haznedaroğlu (2016)
- Kaybedenler Kulübü Yolda, regia di Mehmet Ada Öztekin (2017)
- Nuh Tepesi, regia di Cenk Ertürk (2018)
- Gelincik, regia di Orçun Benli (2019)
- Daha İyi Bir Yarın (2021)
- 49, regia di Hakan Inan (2023)

### Televisione
- Kahramanlar – serie TV, 10 episodi (2009-2010)
- Keskin Bıçak – serie TV, 8 episodi (2010)
- Sen de Gitme – serie TV (2011-2012)
- İbreti Ailem – serie TV, 8 episodi (2012)
- Böyle Bitmesin – serie TV (2012)
- Şubat – serie TV, 11 episodi (2013)
- Leyla ile Mecnun – serie TV, 1 episodio (2013)
- Güneşi Beklerken – serie TV, 54 episodi (2013-2014)
- Racon: Ailem İçin – serie TV, 4 episodi (2015)
- Love of My Life (Hayatımın Aşkı) – serie TV, 17 episodi (2016)
- Il secolo magnifico: Kösem - serie TV, 4 episodi (2017)
- Can Kırıkları – serie TV, 4 episodi (2018)
- Yüzleşme – serie TV, 4 episodi (2019)
- Kırmızı Oda – serie TV, 4 episodi (2020)
- Annemizi Saklarken – serie TV, 8 episodi (2020-2021)
- Hayat Bugün – serie TV, 8 episodi (2022)
- Yoktan Seçmeli – serie TV (2023)

### Web TV
- Hükümsüz – web serie, 10 episodi (2021)
- Sadece Arkadaşız – web serie, 1 episodio (2022)

### Videoclip musicali
- Mecaz di Aylin Zoi (2014)
- İki Aşık di Ersay Üner (2017)

## Programmi televisivi
- Hatırlar mısınız? (2011-2013)

## Doppiatrici italiane
Nelle versioni in italiano dei suoi film e delle sue serie TV, Hande Doğandemir è stata doppiata da:
- Cecilia Zincone[27] in Love of My Life[28]

## Riconoscimenti
- Pantene Golden Butterfly Awards
  - 2016: Candidata come Miglior attrice comica televisiva per la serie Love of My Life (Hayatımın Aşkı)

- Turkish Film Critics Association (SIYAD) Awards
  - 2020: Candidata come Miglior attrice non protagonista per il film Nuh Tepesi